# Vosak
Vosak je kemijska tvar koja se određuje po mehaničkim i fizičkim svojstvima.

## Osobine i svojstva
Kemijski sastav i podrijetlo voskova mogu biti vrlo različiti.
Tvar se naziva vosak kada ju se na 20 °C mekana, čvrsta ili teško lomljiva s finom kristalnom strukturom, lagano prozirna do neprozirna, ali ne i staklena. Topi na temperaturi iznad 40 °C bez razgradnje, malo iznad tališta nešto manje tekuća (viskozna). Pod blagim pritiskom se može polirati.

## Neke od najpoznatijih vrsta voskova
- Jednu vrstu voska (pčelinji vosak) primjerice proizvedu pčele od kojega prave saće gdje se nalazi leglo hrana ili med.

- Lanolin je naziv za vosak dobiven kod pranja ovčje vune.